# Fraser Valley-Ouest
Fraser Valley-Ouest est une ancienne circonscription électorale fédérale de la Colombie-Britannique, représentée de 1968 à 1997.
La circonscription de Fraser Valley-Ouest est créée en 1966 avec des parties de Burnaby—Coquitlam, Fraser Valley et New Westminster. Abolie en 1996, elle est regroupée avec une partie de Fraser Valley East et de Surrey—White Rock—South Langley pour former Langley—Matsqui.

## Géographie
En 1966, la circonscription de Fraser Valley-Ouest comprenait:
- La partie occidentale de la municipalité de district de Matsqui
- Une partie de la municipalité de district de Surrey

En 1987, elle comprenait:
- La cité de Langley
- Le nord-est de la municipalité de district de Langley
- Le nord-ouest de la municipalité de district de Matsqui

## Députés
1. 1968-1974 — Mark Rose, NPD
2. 1974-1993 — Robert Wenman, PC
3. 1993-1997 — Randy White, PR

- NPD = Nouveau Parti démocratique
- PC = Parti progressiste-conservateur
- PR = Parti réformiste du Canada